# Chionaema rubromarginata
Chionaema rubromarginata är en fjärilsart som beskrevs av Max Wilhelm Karl Draudt 1910. Chionaema rubromarginata ingår i släktet Chionaema och familjen björnspinnare. Inga underarter finns listade i Catalogue of Life.